# Berger Kirche (Stuttgart)

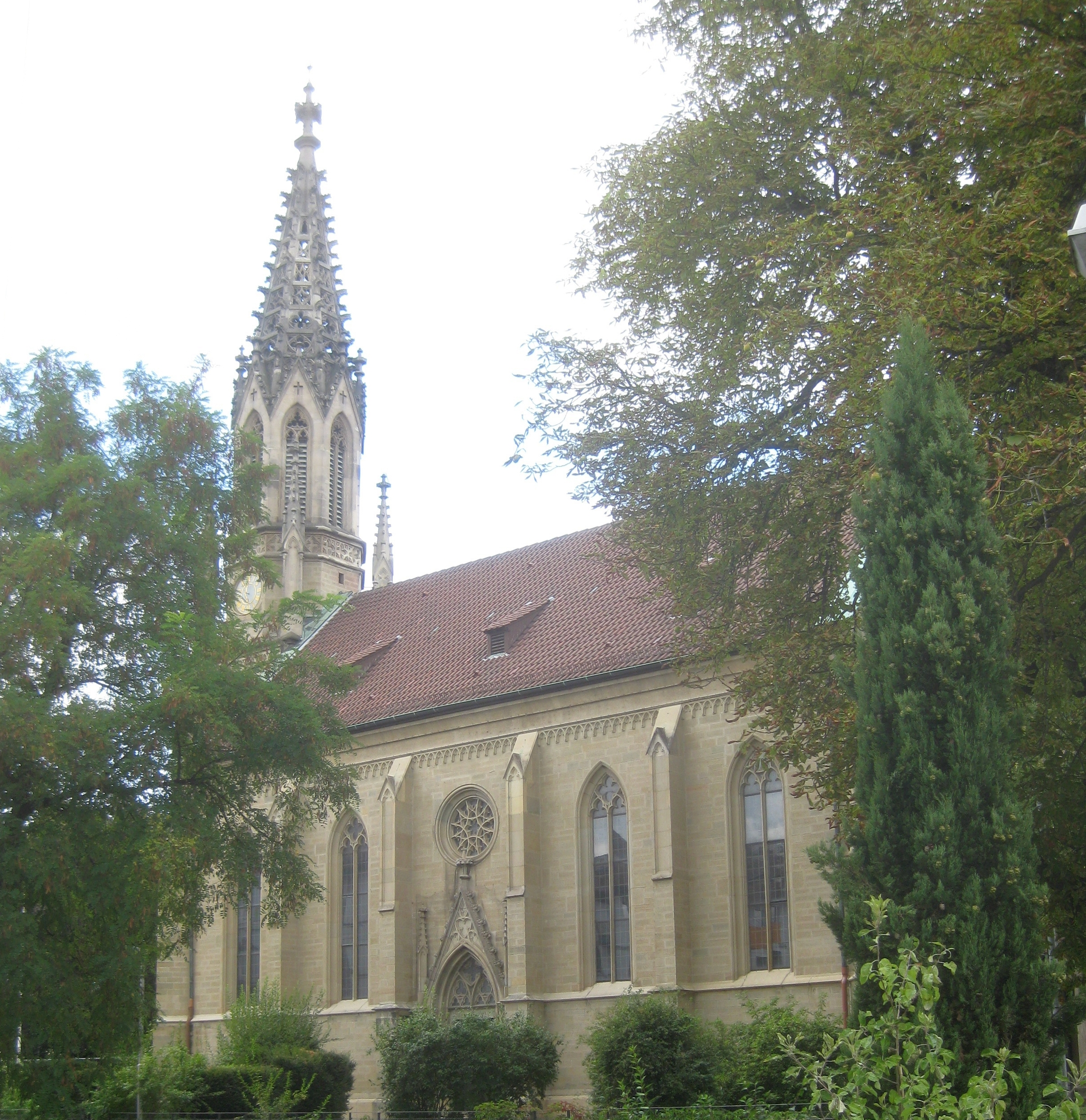
Berger Kirche von Südosten

Die Berger Kirche ist neben der Heilandskirche eine von zwei evangelischen Kirchen des Stuttgarter Stadtteils Berg und Mittelpunkt der „Evangelischen Kirchengemeinde Berg“ innerhalb des Kirchenkreises Stuttgart. Sie ist der neugotische Nachfolgebau einer mittelalterlichen Pfarr- und Wallfahrtskirche oberhalb des Neckars am Schnittpunkt von Klotz- und Ottostraße in der Nähe vom Schwanenplatz. Sie ist am Ende des 13. Jahrhunderts an der Stelle der Burg Berg erbaut und im 15. Jahrhundert durch einen Chor ergänzt worden.

## Lage

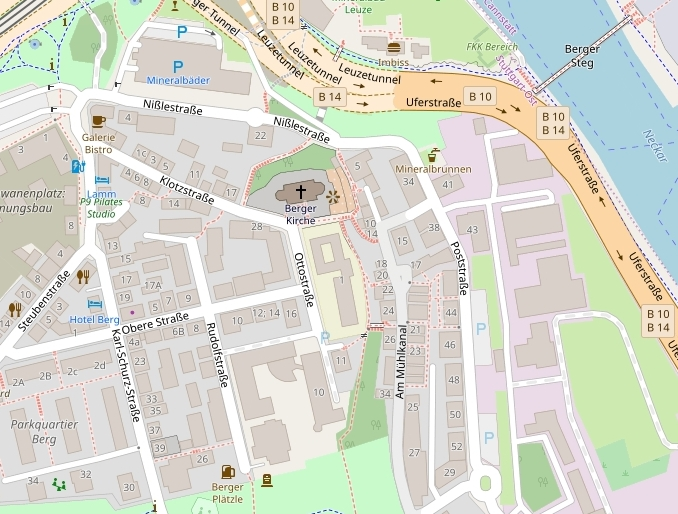
Stuttgart-Berg, Lageplan der Berger Kirche

Die Berger Kirche liegt in dem Stuttgarter Stadtteil Berg in beherrschender Lage auf einem Bergsporn im Westen des Neckartals. Das Gelände der Kirche erstreckt sich nördlich der Klotzstraße in einer Höhe von 235 Metern und fällt nach Norden und Osten bis auf 220 Meter zum Neckartal ab. Früher floss im Osten der 1929 trockengelegte Mühlkanal vorbei, ein Seitenarm des Neckars (seit 1937 erinnert die Straße „Am Mühlkanal“ an den ehemals hier fließenden Kanal). Unter der Kirche wurde 1942 ein Luftschutzstollen mit einem Eingang am Fuß der Kirche beim Wera-Haus in der Nißlestraße 22 angelegt.

## Baugeschichte
Bedingt durch die früh einsetzende und durch das württembergische Königshaus stark geförderte Industrialisierung in Berg siedelten sich hier Betriebe an, deren Arbeitskräftebedarf das Bevölkerungswachstum beschleunigte. Bald wurde die alte Kirche zu klein und ein Neubau erschien notwendig.
Im Jahr 1851 richtete der Pfarrgemeinderat der Berger Gemeinde die Bitte an das königliche Finanzministerium, die Kirche erweitern zu dürfen. Aufgrund der Nähe zu Schloss Rosenstein und zur Villa Berg, der Residenz des Kronprinzenpaars, wurde ein Architektenwettbewerb durchgeführt. Sieger war Oberbaurat Ludwig Friedrich Gaab, der einen Neubau im mittelalterlichen Stil mit Beibehaltung des architektonisch wertvollen alten Chores nach Form und Räumlichkeit der Kirche vorsah.
Nach einigen Planänderungen wurde die neue Kirche zwischen 1853 und 1855 errichtet. Im Gegensatz zu den ursprünglichen Plänen wurde hierfür die gesamte Kirche, einschließlich des als wertvoll erachteten Chores, abgebrochen. Der württembergische König steuerte dem Bau aus seinem Privatvermögen einen großen Teil der Baukosten bei, wodurch das aufwendige Dekor der Kirche ermöglicht wurde.
Bei der ersten Renovierung der Kirche im Jahre 1893 wurden unter anderem fünf neue Glasfenster im Chor eingesetzt, eine Heizung und eine für damalige Verhältnisse moderne Gasbeleuchtung installiert.
Erneuerungen am Außenbau wurden 1912 beschlossen, da aufgrund von zunehmender Verwitterung die Gefahr von Steinschlag wuchs.
Im Zweiten Weltkrieg wurde die Kirche durch zwei Brandbomben getroffen und brannte aus. Ein Abbruch des Gebäudes wurde zunächst erwogen, da die Außenmauern jedoch gut erhalten waren, beschloss man 1954 die Wiederherstellung in vereinfachter Form.

## Baubeschreibung
Es handelt sich bei der Berger Kirche um den ersten neugotischen Kirchenbau in Württemberg. Ihr Stil folgt der Tradition der frühen Neugotik der ersten Hälfte des 19. Jahrhunderts. Diesen prägten vor allem die romantische Rezeption des Mittelalters im Allgemeinen und klassizistische Architekturideale im Speziellen. Man beschränkte sich bei den Bauten dieser Zeit meist auf Dekorationselemente wie Spitzbogenfenster, Fialen, Maßwerkbrüstungen und durchbrochene Turmhelme, die man teils malerisch, teils beliebig den Fassaden und Bauteilen der ansonsten eher modern, das heißt klassizistisch entwickelten Gebäude vorblendete beziehungsweise aufsetzte.

### Das Äußere

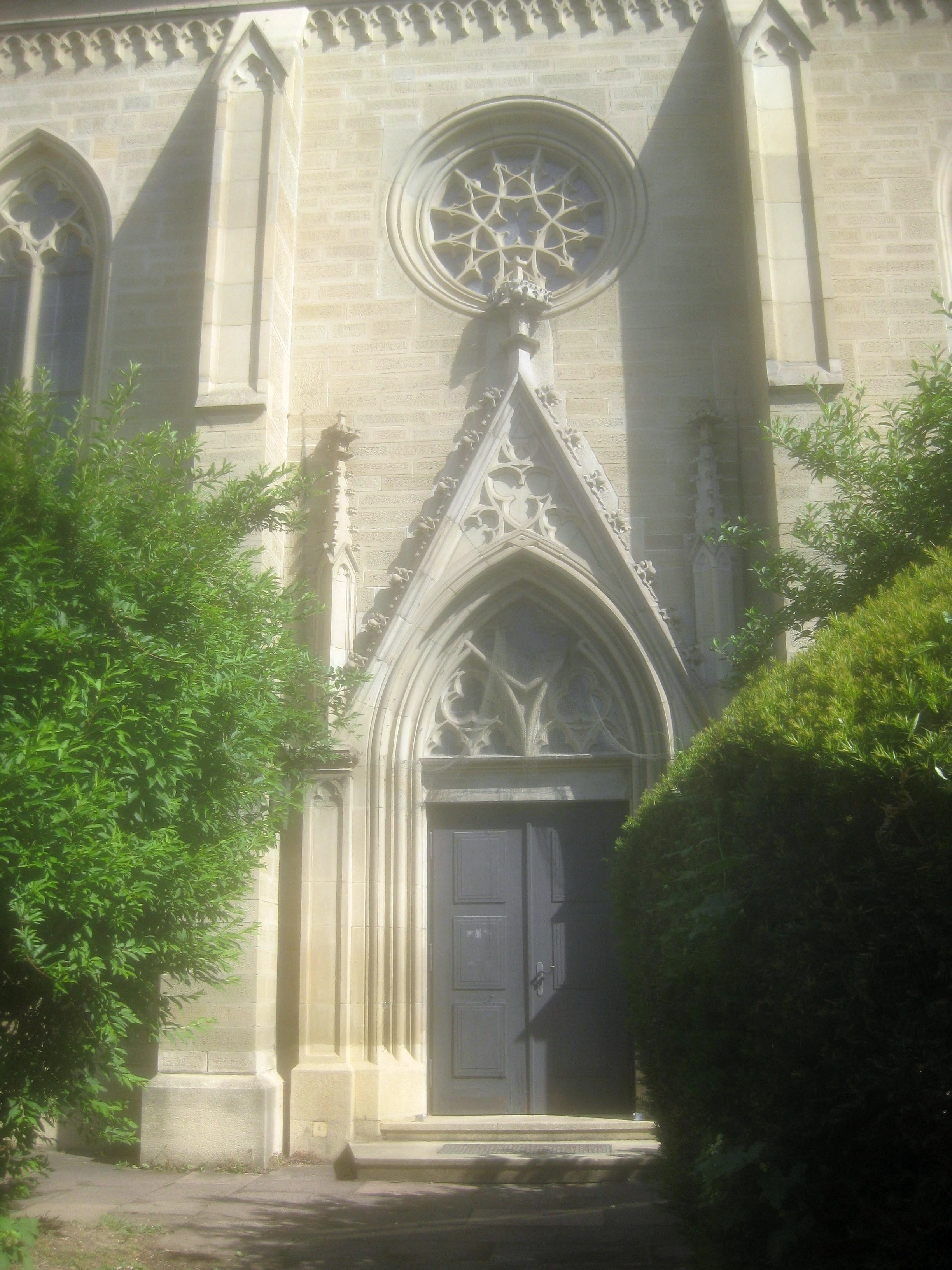
Portal an der Südseite

Diesem Gestaltungsprinzip folgt also auch die Berger Kirche. Ihr Äußeres zeigt eine vollkommen symmetrische Anlage von drei aneinandergereihten, unterschiedlich hohen Baukörpern aus Sandsteinquadern. Dem 33,4 Meter hohen Turm im Westen folgt ein fünfjochiges und ursprünglich dreischiffiges Langhaus, welches im Osten durch einen kurzen, durch fünf Seiten des Achtecks gebildeten und niedrigeren Chor abgeschlossen wird. Der Bau erhält eine regelmäßige vertikale Gliederung durch Strebepfeiler, schlanke Fensteröffnungen und Portale an den Seiten des Langhauses und den Wänden der Chorapsis.
Bedingt durch die Stellung vor der Westfassade des Langhauses und seine im Verhältnis zur Gesamtlänge der Anlage relativ große Höhe wird der Turm zum beherrschenden Bauteil der Kirche. Sein Aufbau gliedert sich in vier Geschosse und einen Turmhelm.
Das unterste, über quadratischem Grundriss errichtete Geschoss wird an drei Seiten durch offene Portale durchbrochen und bildet somit eine Vorhalle für das Hauptportal an der Westseite des Langhauses. Darüber erhebt sich ein langes, dreibahniges Maßwerkfenster und an den seitlichen Turmflanken je eine Fensterrose. Über diesem ebenso viereckigen zweiten Geschoss folgt im dritten und vierten Geschoss der Rücksprung zum Turmoktogon mit Uhrenboden und Glockenstube. Diese öffnet sich zu allen Seiten hin mit zweibahnigen Maßwerkfenstern, die mit Wimpergen überfangen sind. Den oberen Abschluss des Turms bildet ein mit Maßwerk und Krabben reich verzierter, durchbrochener Maßwerkhelm der in einer großen Kreuzblume endet.
Die Nord- und Südfassade des Langhauses ist symmetrisch aufgebaut. Im mittleren der fünf, durch Strebepfeiler voneinander getrennten Joche befindet sich je ein reich mit Blendmaßwerk in Tympanon und Wimperg geschmücktes Portal und darüber ein Rundfenster. Die übrigen Joche zieren zweibahnige Maßwerkfenster mit Couronnements aus je zwei Drei- und einem Vierpass.
Die gleichen Fenster zierten ursprünglich auch den polygonalen Chor. Dieser wird im Norden und Süden jeweils durch kleine rechteckige Anbauten mit Pultdächern begleitet. Diese beinhalten die Sakristei und einen Treppenzugang zum Keller der Kirche.
Vor dem Krieg schmückte das Langhaus und den Chor eine umlaufende Maßwerkbalustrade sowie Fialenbekrönungen über den Strebepfeilern. Beim Wiederaufbau der Kirche in den 1950er Jahren wurden diese Schmuckformen jedoch entfernt und damit eine Vereinfachung der äußeren Erscheinung der Kirche bewirkt. Auch der Chor wurde durch einen Teilabbruch im Wiederaufbau verändert, wodurch er heute kleinere und schlichtere Fenster hat als vor dem Krieg.

### Das Innere
Die ursprüngliche Dreischiffigkeit der Kirche wurde nach dem Krieg beim Wiederaufbau der Kirche zugunsten eines schlichten Kirchensaales aufgegeben. Die verlorenen acht Sandsteinpfeiler trugen ursprünglich ein stuckiertes Kreuzrippengewölbe nach hochgotischen Vorbildern. Die Pfeiler und Gewölberippen waren sandsteinfarben belassen, die Gewölbekappen gelb und die Seitenwände des Langhauses in einem Blauton gefasst. Heute schließt eine flache Holzbalkendecke den Raum nach oben hin ab. Eine L-förmig an der West- und Nordseitenwand angeordnete Empore verändert zusätzlich den ursprünglich längsgerichteten Charakter des Kircheninneren. Der Triumphbogen zwischen Chor und Langhaus wurde vereinfacht aus der alten Raumgestaltung übernommen. Er leitet über in den drei Stufen höher liegenden Chor. Hier lag vor dem Krieg der Zugang zur Loge des Kronprinzenpaares.

### Die Ausstattung
Von der Ausstattung des Vorkriegsbaus haben sich nur wenige Stücke erhalten. Dazu gehört, als wertvollster Einrichtungsgegenstand, das spätgotische Taufbecken der mittelalterlichen Vorgängerkirche von 1470. Bedingt durch die Kriegszerstörung verlor es seinen neugotischen Fuß und wurde im Jahre 2004 in aufwendiger Renovierung wieder für Taufen nutzbar gemacht.
Die heutige Innenausstattung besteht im Wesentlichen aus einer mit Reliefs von Ulrich Henn geschmückten Kanzel von 1955, einer Orgel mit 23 Registern der Firma Walcker & Cie., Ludwigsburg von 1964 und Glasfenstern im Chor von Gudrun Müsse Florin von 1991. Im Turm hängt ein dreistimmiges Glockengeläut, bestehend aus einer Leihglocke aus Oberschlesien und zwei 1952–53 neu gegossenen Bronzeglocken.

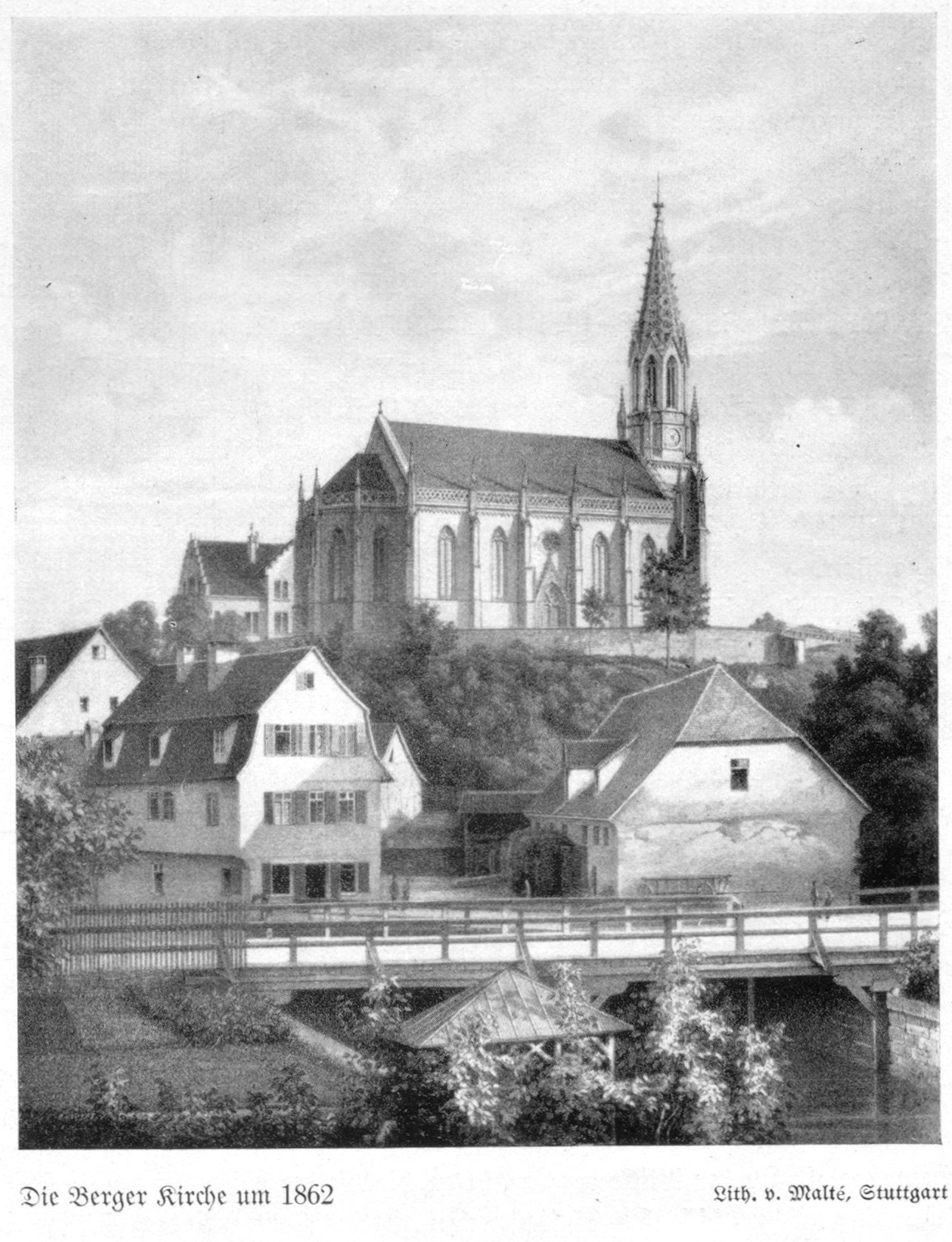
Ansicht von Norden, 1862.
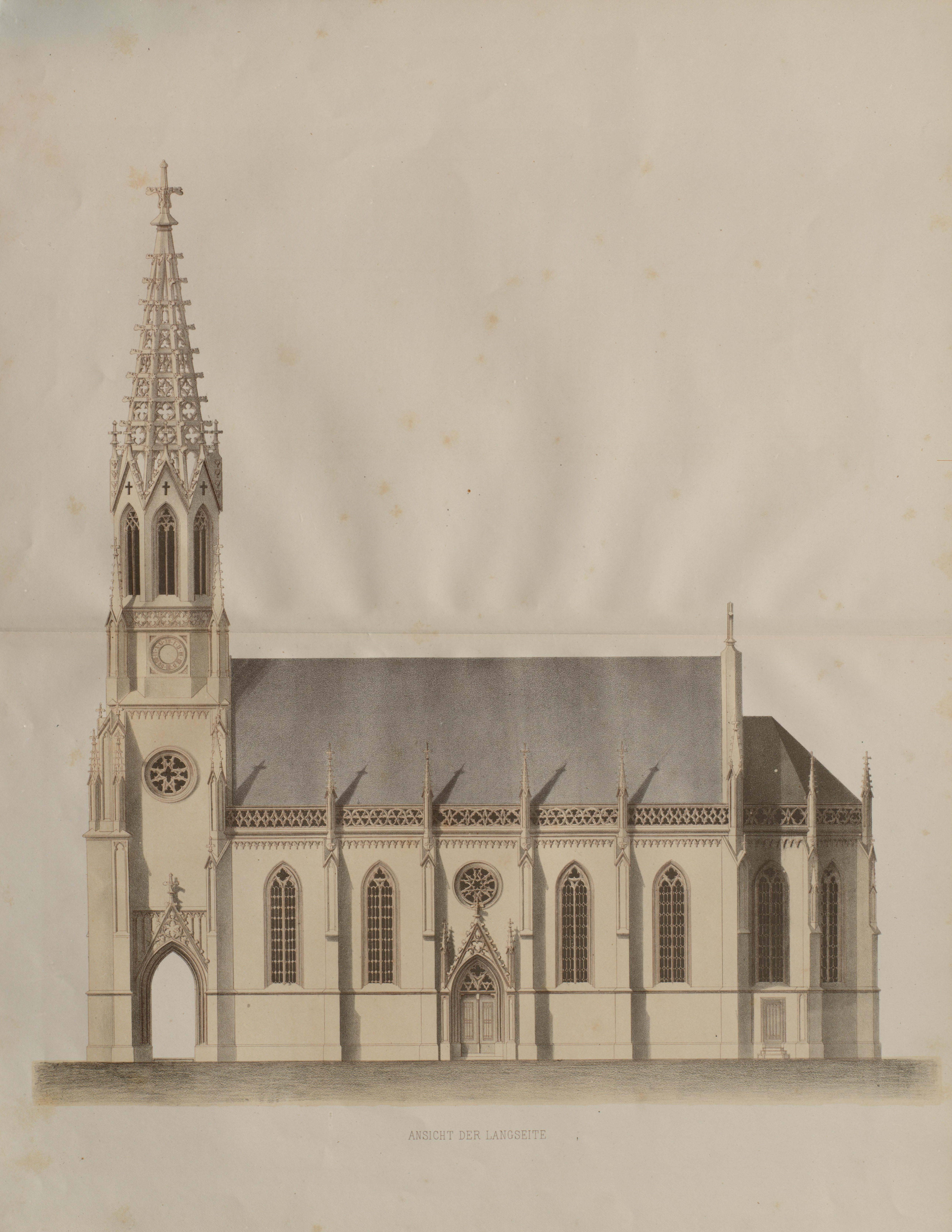
Ansicht von Süden, Entwurfszeichnung von Ludwig Friedrich Gaab, 1862.
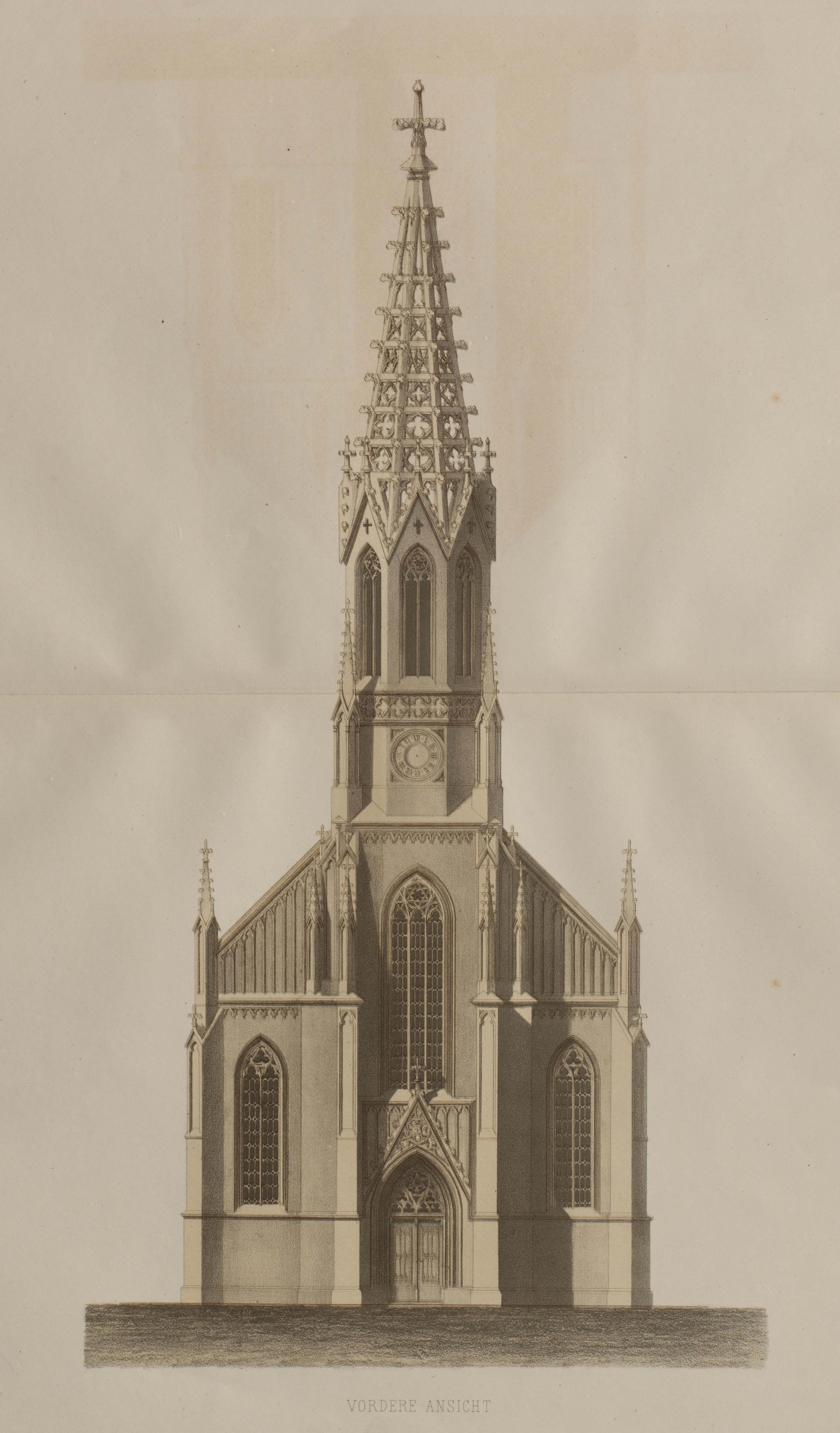
Ansicht von Westen, Entwurfszeichnung von Ludwig Friedrich Gaab, 1862.

## Bedeutung
Die Berger Kirche ist der erste neugotische Kirchenbau in Stuttgart und Württemberg. Ihr kommt daher eine besondere Stellung als Architekturdenkmal für die Stadt und die Region zu.
Mit ihr wurde ein Prototyp für später folgende Kirchenbauten der Evangelischen Kirche in Württemberg des 19. Jahrhunderts entwickelt, der in seiner Form Einfluss hatte auf das Eisenacher Regulativ von 1861, das Regeln und Richtlinien für den protestantischen Kirchenbau festlegte. Eine der zentralen Forderungen war, dass man sich bei zukünftigen Bauten vornehmlich an einem der christlich entwickelten Baustile – und dabei insbesondere des zu dieser Zeit als „germanisch“ angesehenen gotischen Stils – orientieren sollte. Man kann davon ausgehen, dass dieses Programm maßgeblich unter württembergischem Einfluss stand. Hierfür gibt der Bau der Berger Kirche in Stuttgart ein wichtiges Zeugnis ab.
Gleichzeitig stellt die Kirche in ihrer exponierten Lage am östlichen Zugang vom Neckartal zur Stuttgarter Innenstadt noch heute einen wichtigen städtebaulichen Blickpunkt als Landmarke dar, der die im 19. Jahrhundert für die Erweiterung der Residenzstadt konzipierten, romantisch geprägten Sichtachsen und Landschaftsbezüge nachvollziehen lässt.
Im Zweiten Weltkrieg boten die Bergstollen direkt unter der Kirche den meisten „Bergern“ sicheren Schutz bei den vielen Luftangriffen auf die Stadt.

## Modelle
Die Kirche diente als Vorbild für ein Modell im Maßstab 1:87 (H0), welche auf vielen Modelleisenbahnanlagen zu finden ist. Produziert wird das Modell vom  Modellbahnzubehörhersteller Viessmann Modelltechnik aus dem hessischen Hatzfeld, welcher das Modell unter der Marke Vollmer vertreibt. Vom selben Unternehmen gibt es auch das Modell im Maßstab 1:160 (Spur N). 

## Nachweise
1. ↑  Stuttgart, Evangelische Heilandskirche (Berg) auf orgbase.nl

Koordinaten: 48° 47′ 48″ N, 9° 12′ 38″ O